# Сборная Филиппин по регбилиг
Сборная Филиппин по регбилиг — команда, представляющая Филиппины на турнирах по регбилиг. Носит прозвище «тамарау». Образована в 2011 году, дважды выигрывала Кубок Азии, участвует в международном турнире в Кабраматта. Основу команды составляют австралийцы филиппинского происхождения, четверо из которых дебютировали в Национальной регбийной лиге Австралии в 2013 году, хотя в команде есть и коренные филиппинцы, выступающие в национальном чемпионате из пяти клубов. Команда занимает 27-е место в рейтинге по версии RLIF.

## История

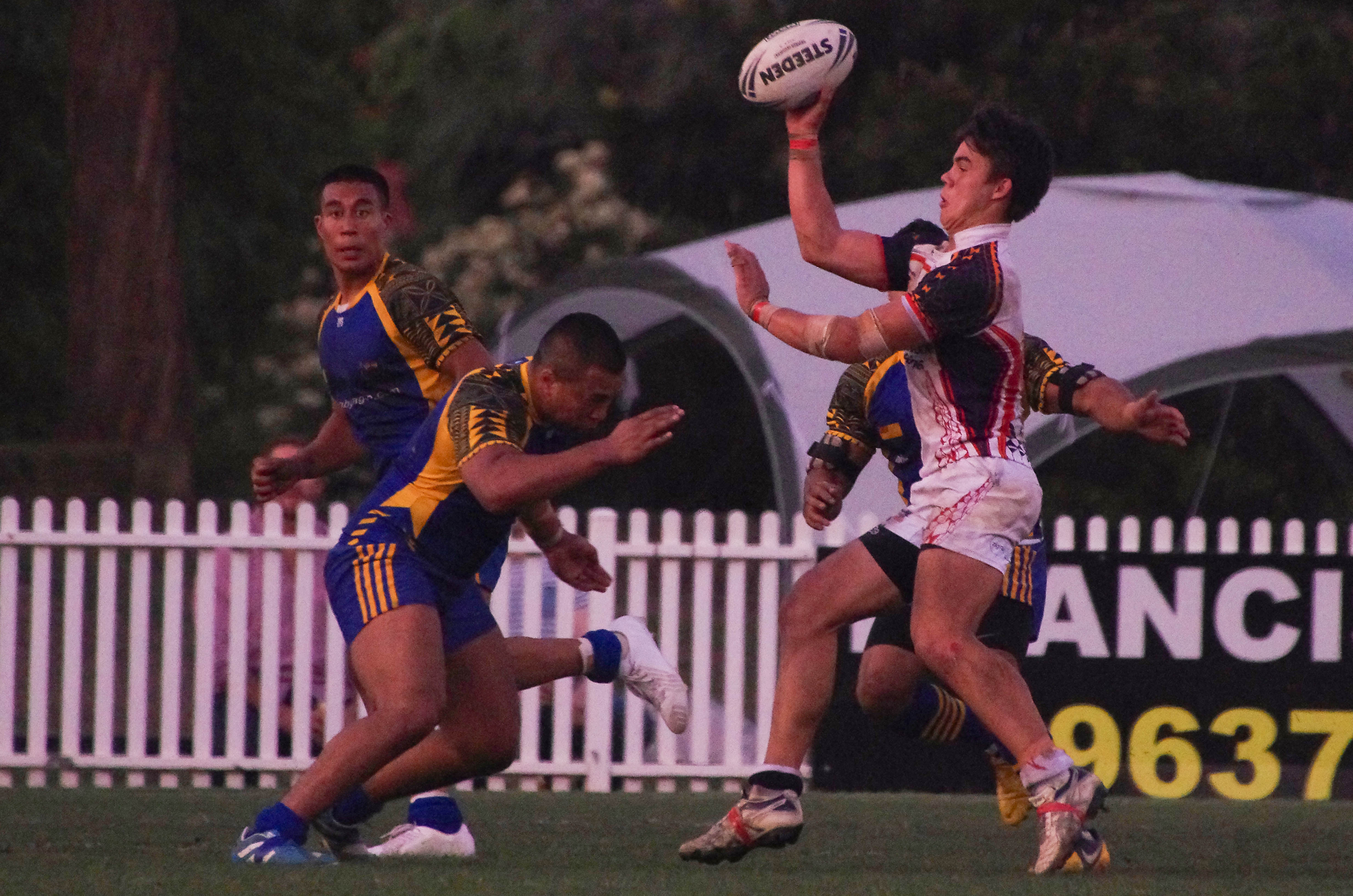
Матч против сборной Ниуэ в Сиднее

Национальный регбилиг Филиппин образован в 2011 году в рамках программы развития регбилиг в Азии. Он отвечает за образование национальной сборной. Было объявлено, что на турнире в Кабраматта пройдёт первая игра с участием команды Филиппин, которая также будет участвовать и в других турнирах стран Азиатско-Тихоокеанского региона. В 2012 году команда выиграла Чашу турнира, победив австралийскую команду «Бёрвуд-Норт-Райд» со счётом 22:18. В 2013 году Филиппины заявили на турнир три сборные, а в 2014 году — четыре (основная, две резервных и сборная до 20 лет).
В 2012 году Филиппины выиграли первый Кубок Азии, победив команду Таиланда, и это был первый матч по регбилиг, сыгранный филиппинцами в Азии. Титул удалось защитить через год в матче против того же Таиланда. В марте 2017 года команда провела в Манилетоварищескую встречу против сборной игроков чемпионата Гонконга «Гонконг Резидентс». В 2018 году «тамарау» приняли участие в чемпионате мира среди развивающихся стран — сборных, которые не являются в настоящее время членами Международной федерации регбилиг. Турнир прошёл в Австралии, тренером команды был назначен филиппинец Арвин Маркус. Команда по итогам турнира заняла 6-е место, а в составе сборной выступил и 19-летний Райан Джонс на позиции столба, один из самых молодых игроков сборной и наиболее часто упоминаемых в СМИ Филиппин.

## Статистика выступлений

### Чемпионат мира
| Чемпионат мира по регбилиг | Чемпионат мира по регбилиг                              | Чемпионат мира по регбилиг                              | Чемпионат мира по регбилиг                              | Чемпионат мира по регбилиг                              | Чемпионат мира по регбилиг                              | Чемпионат мира по регбилиг                              | Чемпионат мира по регбилиг                              | Чемпионат мира по регбилиг                              |
| Год                        | Раунд                                                   | Место                                                   | И                                                       | В                                                       | П                                                       | Н                                                       |                                                         |                                                         |
| -------------------------- | ------------------------------------------------------- | ------------------------------------------------------- | ------------------------------------------------------- | ------------------------------------------------------- | ------------------------------------------------------- | ------------------------------------------------------- | ------------------------------------------------------- | ------------------------------------------------------- |
| 2013                       | Команда образована уже после старта отборочного турнира | Команда образована уже после старта отборочного турнира | Команда образована уже после старта отборочного турнира | Команда образована уже после старта отборочного турнира | Команда образована уже после старта отборочного турнира | Команда образована уже после старта отборочного турнира | Команда образована уже после старта отборочного турнира | Команда образована уже после старта отборочного турнира |
| 2017                       | Команда не подавала заявку                              | Команда не подавала заявку                              | Команда не подавала заявку                              | Команда не подавала заявку                              | Команда не подавала заявку                              | Команда не подавала заявку                              | Команда не подавала заявку                              | Команда не подавала заявку                              |
| Итого                      | 0 побед                                                 | 0/13                                                    | 0                                                       | 0                                                       | 0                                                       | 0                                                       |                                                         |                                                         |

### Развивающиеся нации
В дебютном чемпионате мира для себя Филиппины сыграли на групповом этапе в группе A против команд Мальты и Ниуэ, потерпев два поражения 10:36 и 12:24 соответственно. В плей-офф они победили сборную Турции 29:16 и проиграли Польше 10:14, заняв итоговое 6-е место.
| 2018  | Финал Трофи | 6-е место | 4 | 1 | 3 | 0 |
| Итого | 0 побед     | 0/13      | 4 | 1 | 3 | 0 |

### Чемпионат Азии
21 октября 2012 года состоялся первый официальный матч против Таиланда: ядро сборной Филиппин составили граждане Австралии филиппинского происхождения. «Тамарау» нанесли поражение тайцам 86:0.
| 2012  | Чемпионы | 1/2 | 1 | 1 | 0 | 0 |
| 2013  | Чемпионы | 1/2 | 1 | 1 | 0 | 0 |
| Итого | 2 победы | 1/1 | 1 | 1 | 0 | 0 |

## Состав
Заявка на чемпионат мира среди развивающихся наций 2018 года.
- Джордан Байен (Чартер Тауэрз)
- Кевин Кэзинэй (Кулангатта)
- Ричард Гудвин[англ.] (Белроуз)
- Деннис Гордон (Таган)
- Шейн Грей[англ.] (Сентрал Ньюкасл)
- Джереми Грумз (Саутпорт)
- Уилл Грумз (Кулангатта)
- Элвис Йенсен (Оуки)
- Дилан Джонс (Сентрал Ньюкасл)
- Райан Джонс (Сентрал Ньюкасл)
- Дэниэл Кучиа (Кабраматта)
- Блейк Маки (Милтон Улладалла)
- Джозеф Маллион (Кулангатта)
- Рейналдо Пеналоза (Вентуортвилл)
- Рез Филлипс (Гудна)
- Эммануэль Родригес (Орандж Хоукс)
- Марк Расселл (Эрина)
- Пол Шиди[англ.] (Таган)
- Нед Стивенсон (Кабраматта)
- Рамон Стаббз (Кулангатта Найтс)
- Кайрен Уиггинз (Кулангатта Найтс)

## Известные игроки

### ИгрокиНРЛ
- Кевин Гордон ( Голд-Кост Тайтнз)[1]
- Шейн Грей[англ.] ( Голд-Кост Тайтнз)[1]
- Мэтт Срама ( Голд-Кост Тайтнз)[1]
- Эндрю Эверингхэм ( Саут Сидней Рэббитоуз)[1]

### Игроки других зарубежных клубов
- Элмер Салвилла ( Бёртонвуд Бридж)[13]
- Джудд Гринхал ( Лондон Сколарс). Мать по происхождению — филиппинка. Брат Майка Гринхала[13].
- Майк Гринхал ( Лондон Сколарс). Мать по происхождению — филиппинка. Брат Майка Гринхала[13].

## Статистика встреч
| Противник | Первый матч | Итого матчей | Победы | Ничьи | Поражения | Набрано очков | Пропущено очков | Последняя игра |
| --------- | ----------- | ------------ | ------ | ----- | --------- | ------------- | --------------- | -------------- |
| Вануату   | 2014        | 1            | 1      | 0     | 0         | 32            | 16              | 2014           |
| Венгрия   | 2017        | 2            | 1      | 0     | 1         | 84            | 30              | 2018           |
| Мальта    | 2017        | 2            | 0      | 0     | 2         | 36            | 80              | 2018           |
| Ниуэ      | 2014        | 2            | 0      | 0     | 2         | 34            | 60              | 2018           |
| Сербия    | 2016        | 1            | 1      | 0     | 0         | 18            | 12              | 2016           |
| Таиланд   | 2012        | 3            | 3      | 0     | 0         | 192           | 12              | 2017           |
| Турция    | 2018        | 1            | 1      | 0     | 0         | 29            | 16              | 2018           |

## Главные тренеры
- Клейтон Уатене (2012—2014)
- Арвин Маркус (2016-н.в.)